# 洋中孙氏古民居群
洋中孙氏古民居群，是位于中国福建省宁德市周宁县咸村镇洋中村的一批清代古建筑群，2012年入选周宁县第三批文物保护单位。

## 整体情况
洋中孙氏古民居群始建于清朝嘉庆年间，由孙氏宗祠，长安路58号、59号祖厝，长安路52号、54号、55号、58号和59号里厝，里厝西侧的莱园和文昌阁，长安路4巷6号孙氏书院和长安路4巷10号孙氏大厝组成。总占地1.4万平方米，建筑面积8700平方米，部分建筑在中华民国时期由孙正嘉后裔构建。建筑内保存有彩绘、石雕、木刻和泥塑等艺术品。

## 洋中文昌阁
洋中文昌阁始建于清朝同治五年（1866年），前后经历两次重修。建筑占地760平方米，坐北朝南，由门楼、楼阁和内殿等建筑构成，楼阁为三檐八角抬梁台式木砖瓦结构攒尖顶，内殿进深三间、面阔五间，穿斗式木构架歇山顶。文昌阁于1983年被周宁县人民政府公布为第一批县级文物保护单位。

## 洋中书院
洋中书院始建于清代晚期，坐东向西，建筑面积868平方米，平面呈日字形，以一屋两翻轩的厅、堂为中心，西面有面积达148平方米的荷花池。池的南北面有檐廊和厢房各四间，池的西面为面阔七间进深三柱的双层书楼。厅堂东侧有天井，天井两侧为厨房，厅堂、书楼均为穿斗式土木结构硬山顶。2016年，周宁县人民政府将古民居群中的洋中书院再次公布为县级文物保护单位。